# La guerra di Piero
«La guerra di Piero» es una canción del cantautor italiano Fabrizio De André, incluida en el álbum Tutto Fabrizio De André de 1966. Fue grabada por De André junto a los músicos Vittorio Centanaro (guitarra) y Werther Pierazzuoli (bajo).

## Inspiración
Yo de la guerra he hablado mucho, he hablado sobre todo en «La guerra de Piero», a través de los cuentos que me hacía mi tío, el hermano de mi madre, que hizo toda la campaña de Albania
Fabrizio De André

Con «La guerra di Piero», De André regresó al tema de la guerra, tres años después de «La ballata dell'eroe»; un punto de referencia es el cantautor francés Georges Brassens, pero De André se inspiró en la figura de su tío Francesco, también compositor. Los recuerdos de su regreso del campo de concentración, las historias que le contó y su vida posterior influenciaron a su sobrino.
Además de los arreglos, Vittorio Centanaro también participó en la composición, aunque este no figuró en los créditos al no estar inscrito en la SIAE (Società Italiana degli Autori ed Editori), como le había sugerido De André. Para la producción del 45 RPM, la canción estuvo acompañada de «La ballata dell'eroe», anteriormente editada en 1961.

## Recepción
En un principio, la historia del antihéroe Piero pasó a un segundo plano. Posteriormente, la canción se transformó en un himno antibélico. Durante los años siguientes se incluyó en las antologías escolares, especialmente en las escuelas primarias, sin embargo, el propio De André ironizaba sobre este aspecto, diciendo que era una manera de hacer que los niños odiasen la canción ya desde sus inicios.